# Stega
Stega je pisana prisega iz lipnja 1796. s izvjesnim zakonskim prerogativima kojom su se Crnogorci okupljeni oko Crnogorskoga zbora obvezali ostati složni i jedinstveni u oružnoj borbi protivu Osmanlija a sve u susret dramatičnim zbivanjima koja su uslijedila s napadom skadarskoga vezira Mahumut-paše Bušatlije. 
Iste su se godine, kada je usvojena Stega, zbile dvije odsudne bitke, Bitka na Martinićima i Bitka na Krusima, u kojima su Crnogorci pobijedili Osmanlije, Mahmut-pašu ubili, odsjekli mu glavu i taj jezivi simbol pobjede ponijeli na Cetinje.

## Sadržaj Stege
Autor je Stege vladar i mitropolit Petar I. Petrović Njegoš (Sveti Petar Cetinjski), a pravnički je formulirao ruski emisar đakon Aleksij. 
Crnogorski zbor je u ime "glavara od sve Crne Gore" donio Stegu, koja je sadržavala ukupno 6 članova. 
Stega je obvezivala na "pomoć našu, drug drugu, pleme plemenu, nahija nahiji", na stvaranje čvrstog jedinstva Crne Gore i još neoslobođenih Crnogorskih Brda, te moralno sankcioniranje izdaje. 
Ona je obavezivala sve Crnogorce i Brđane prisegom da djelatno i sinkronizirano sudjeluju u vojnim i političkim akcijama. Imala je cilj onemogućiti da crnogorska plemena samoinicijativno ratuju i pregovaraju s Osmanlijama. 
Stegom Crnogorci su se obvezali da se bore protivu Mahmut paše "napao on njih ili Brđane". Stupanj prisegom preuzetih obaveza bio je takav da su, u pogledu obrane, Brđani tretirani kao Crnogorci odnosno Brda kao sastavni dio teritorija slobodne i neovisne Crne Gore.

## Citat
U Stegi se, pored ostaloga, kaže (citat na crnogorskom):
"Mi glavari i starješine i sav Zbor Crnogorskoga obšestva, budući danas sabrani na jedno mjesto, videći što Turci, vazdašnji neprijatelj hrišćanskoga roda, kupe vojsku i čine sve vojne pripreme radeći dan i noć, javnijem i tajnijem načinom, kako bi nas i braću našu pod žestoki jaram varvarski u ropstvo postavili, svi jedinokupno i dogovorno rekosmo i utvrdismo niže ovoga izgovora:
- Prizivajući sveto ime Gospoda Boga Svedržitelja u pomoć našu, drug drugu, pleme plemenu i nahija nahiji tvrdu i čistu vjeru i riječ od časti i poštenja dodadosmo, da se izdati i prevjeriti nećemo među sobom;

- Rekosmo i zakletvu utvrdismo: đe gođ bi neprijatelj okrenuo i na koju bi stranu na nas i na našu braću Brđane udario, da hoćemo jedan drugom biti u pomoć i za blagočestivu vjeru našu hrišćansku vojevati i svoju krv proliti i ljubezno otečastvo i dražjajšju voljnost i slobodu zaštićivati, crkve svete i manastire i domove naše, žene i đecu našu s pomoći svesilnoga u Trojici slavnoga Boga oružjem našim braniti..."

## Vanjske poveznice
- Dr. Čedomir Bogićević: HEROIDA CRNOGORSKA

- Faksimil Stege  Arhivirana inačica izvorne stranice od 30. srpnja 2008. (Wayback Machine)

- Sablja Mahmut-paše koja se, kao ratni trofej, čuva na Cetinju  Arhivirana inačica izvorne stranice od 18. rujna 2008. (Wayback Machine)

- Emisija "Živa istina" RTV IN 14.1.2011. gost Akademik Radovan Radonjić (VIDEO)       Arhivirana inačica izvorne stranice od 4. ožujka 2016. (Wayback Machine)
- RT CG emisija "GUVERNADURI"